# Tipula (Microtipula) blaseri
Tipula (Microtipula) blaseri is een tweevleugelige uit de familie langpootmuggen (Tipulidae). De soort komt voor in het Neotropisch gebied.